# روث دافيدسون
روث إليزابيث دافيدسون (مواليد 10 نوفمبر 1978) سياسية اسكتلندية، زعيمة حزب المحافظين الإسكتلندي منذ انتخاب البرلمان الإسكتلندي عام 2011، وهو ثاني أكبر حزب في البرلمان الاسكتلندي منذ الانتخابات البرلمانية عم 2016. وهو عضوة في البرلمان عن دائرة إدنبرة الوسطى الانتخابية.
بعد تخرجها من جامعة إدنبرة، عملت صحفية في بي بي سي. كما خدمت في الجيش الإقليمي (المملكة المتحدة كعاملة لاسلكي. بعد تركها العمل في بي بي سي عام 2009 للالتحاق بجامعة غلاسكو، انضمّت إلى حزب المحافظين، وكانت مرشحة الحزب في الانتخابات البرلمانية عن دائرة غلاسكو الشمالية الشرقية (دائرة انتخابية في المملكة المتحدة) في انتخابات 2009 الفرعية وحصلت على المركز الثالث وفي انتخابات المملكة المتحدة لعام 2010، وحصلت على المركز الرابع ، بنسبة 5% من الأصوات تقريباً.
في الانتخابات العامة للبرلمان الإسكتلندي عام 2011، ترشحت دافيدسون عن دائرة جلاسكو كيلفن وعن القائمة الإقليمية عن دائرة غلاسكو الانتخابية واحتلت المركز الرابع. بعد استقالة زعيمة الحزب أنابيل غولدي في أيار (مايو) 2011، ترشحت دافيدسون في انتخابات زعامة حزب المحافظين الإسكتلندي عام 2011 وفازت به وأُعلنت زعيمة الحزب في 4 تشرين الثاني (نوفمبر) 2011. يعتبر البعض أن دافيدسون مرشحة محتملة لرئاسة حزب المحافظين، على الرغم من أنها استبعدت نفسها من الترشح لهذا المنصب.

## عن حياتها
ولدت روث دافيدسون في إدنبرة ونشأت في سيلكيرك ثم في فايف. عاشت روث معظم سنوات شبابها في غلاسكو. درست في مدرسة نويبارك الابتدائية حتى المرحلة الابتدائية الثالثة. كان والدها دوغلاس مدير مصنع مطحنة في ليدلو وفيرغريف، كان لاعب كرة قدم محترف في نادي بارتيك ثيسل في شبابه، كما لعب في خط الوسط في نادي سيلكيرك. بعد أن حصل والدها على عمل في صناعة المشروبات الكحولية في أواخر عقد السبيعينيات من القرن العشرين، انتقلت العائلة إلى مدينة فايف، حيث التحقت روث بمدرسة باكهافين الثانوية.
أكملت دراسة الأدب الإنجليزي في جامعة إدنبرة، وحصلت منها على درجة الماجستير.
بعد التخرج، انضمت إلى جريدة غلينروثيز كمراسلة صحفية متدربة. انتقلت لاحقاً للعمل في راديو كينغدوم إف إم ثم في راديو ريال، ثم في إذاعة بي بي سي اسكتلندا في أواخر عام 2002 حيث عملت كمذيعة ومنتجة ومقدمة ومراسلة صحفية. غادرت بي بي سي عام 2009 لدراسة التنمية الدولية في جامعة غلاسكو.
عملت عاملة لاسلكي في فوج اللاسلكي 32 التابع للجيش الإقليمي في المملكة المتحدة لمدة 3 سنوات (2003-2006)، إذ تعرضت لإصابة في الظهر أثناء تمرين تدريبي في أكاديمية ساندهيرست العسكرية الملكية. كما كانت معلّمة في مدارس الأحد.
بعد أن تركتب بي بي سي عام 2009 للدراسة في جامعة غلاسكو، انضمت روث إلى حزب المحافظين
قالت إنها ألهمت بدعوة زعيم المعارضة ديفيد كاميرون للأشخاص الذين لم يكن لهم أي علاقة بالسياسة مسبقاً وذلك عقب فضيحة النفقات البرلمانية في المملكة المتحدة. شجّعها على ذلك مدير الإعلام في حزب المحافظين الإسكتلندي رامزي جونز على الانضمام للحزب والترشح في انتخابات برلمان المملكة المتحدة عن مقعد دائرة غلاسكو الشمالية الشرقية (دائرة انتخابية في المملكة المتحدة) في الانتخابات التكميلية عام 2009، which was triggered by the resignation of Labour MP andعلى إثر استقالة النائب العمالي ورئيس مجلس النواب مايكل مارتن. احتلت المركز الثالث في تلك الانتخابات حيث حصلت على 1075 صوتاً بنسبة 5.2% من الأصوات.
في شباط (فبراير) 2010، حاولت الترشح عن حزب المحافظين في دائرة برومزغروف (دائرة انتخابية في المملكة المتحدة)، لكنها خسرت في النهاية لصالح ساجد جاويد.
في أيار (مايو) عام 2010 ترشحت مرة أخرى عن دائرة غلاسكو الشمالية الشرقية (دائرة انتخابية في المملكة المتحدة) في انتخابات المملكة المتحدة لعام 2010 وحصلت على المركز الرابع محرزةً 1569 صوتاً بنسبة 5.3% من إجمالي الأصوات.
في أوائل عام 2010 حتى آذار (مارس) 2011، عملت كرئيس للمكتب الخاص لزعيمة حزب المحافظين آنذاك أنابيل غولدي. لعبت دوراً كبيراً في تنظيم الفعاليات الإعلامية في الحملة الإنتخابية في انتخابات المملكة المتحدة لعام 2010. اختيرت عضو في البرلمان الإسكتلندي في أيلول (سبتمبر) 2010

## وصلات خارجية
- الموقع الرسمي لروث دافيدسون
- صفحة البرلمان الإسكتلندي
- مقالات روث دافيدسون في مجلة هوليروود الإلكترونية